# Shirley Jackson
Shirley Hardie Jackson, född 14 december 1916 i San Francisco i Kalifornien, död 8 augusti 1965 i North Bennington i Vermont, var en amerikansk författare. Jackson skrev mörka, psykologiska romaner som ofta börjar i vardaglighet men mer och mer övergår i oro och skräck. Hon var en populär författare under 1950-talet, både bland kritiker och läsare, och har under senare år åter börjat få en ökad uppmärksamhet. Hon har haft ett stort inflytande på efterkommande författare såsom Stephen King, Nigel Kneal och Richard Matheson.
Bland hennes mest kända romaner märks The Haunting of Hill House ('Hemsökelsen'; 1959), en "spökhistoria" om det övernaturliga (som på sin tid fick lysande recensioner i tidskrifter såsom The New Yorker och New York Times) och We Have Always Lived in the Castle ('Vårt hem är vårt slott'; 1963). Vissa av hennes böcker har även filmatiserats, till exempel så är skräckfilmerna Det spökar på Hill House (1963) och The Haunting (1999) baserade på hennes bok The Haunting of Hill House.

## Biografi
Shirley Jackson föddes i San Francisco och läste vid Syracuse University där hon 1940 gick ut med en examen i Bachelor of Arts. Under studietiden mötte hon sin blivande man Stanley Edgar Hyman som senare blev litteraturkritiker.
Jackson var mycket tillbakadragen vad gäller media. Hon ogillade alla författarfotografier.
| ” | En bok skall bära sitt eget ansikte, inte sin författares. Det bör man respektera. | „ |
| – |                                                                                    |   |

Det förekommer motstridiga uppgifter om vilket år hon är född. Det beror på att hon själv påstod att hon var född 1919. Men senare efterforskningar har klarlagt att hon i verkligheten var född 1916.
Jackson dog av ett hjärtfel 1965, vid en ålder av 48 år.

## Romaner, noveller och filmatiseringar
Den 22 december 1941 publicerades hennes första novell My Life With R.H. Macy i det amerikanska magasinet The New Republic. Hon hade tidigare under åren 1937–1939 blivit publicerad ett femtontal gånger i skoltidningen The Syracusan under sin studietid och sedan i det egenutgivna magasinet The Spectre som hon gav ut tillsammans med sin blivande man åren 1939–1940.
Shirley Jackson fortsatte att skriva noveller som publicerades i bland andra tidningarna The New Yorker, Mademoiselle, Charm och The Yale Review. År 1948 publicerades hennes första roman, The Road Through the Wall, och den 26 juni 1948 publicerades hennes mest kända novell The Lottery i The New Yorker. Novellen väckte uppståndelse och ledde till att läsare sade upp sin prenumeration av tidningen. Senare har The Lottery filmatiserats och har satts upp som teater och balett.